# Otto Degener
Otto Degener (East Orange, Nueva Jersey, 13 de mayo de 1899 - Honolulu, Hawaii, 16 de enero de 1988) fue un botánico y conservacionista estadounidense, reconocido como la autoridad de la flora de las islas hawaiianas.
Degener comenzó su Flora Hawaiiensis en 1932, lo primero en flora publicado desde 1888. Recolectó más de 36.000 especies y preservó 900 amenazadas y con riesgo de extinción.

## Honores

### Eponimia
Género
Degeneriaceae Degeneria I.W.Bailey & A.C.Sm. -- J. Arnold Arbor. xxiii. 357 1942 (IK)
Especies
- (Annonaceae) Xylopia degeneri A.C.Sm.[1]

- (Araliaceae) Reynoldsia degeneri Sherff[2]

- (Asteliaceae) Astelia degeneri Skottsb.[3]

- (Campanulaceae) Delissea degeneriana (E.Wimm.) H.St.John[4]

- (Clusiaceae) Hypericum degeneri Fosberg[5]

- (Dryopteridaceae) Tectaria degeneri Copel. in A.C.Sm.[6]

- (Euphorbiaceae) Chamaesyce degeneri (Sherff) Croizat & O.Deg.[7]

- (Lauraceae) Cryptocarya degeneri C.K.Allen[8]

- (Myrsinaceae) Rapanea degeneri (Hosaka) O.Deg. & I.Deg.[9]

- (Oleaceae) Jasminum degeneri Kobuski[10]

- (Orchidaceae) Pristiglottis degeneri (L.O.Williams) Kores[11]

- (Pandanaceae) Freycinetia degeneri Merr. & L.M.Perry[12]

- (Piperaceae) Peperomia degeneri Yunck.[13]

- (Poaceae) Panicum degeneri Potztal[14]

- (Podocarpaceae) Margbensonia degeneri (N.E.Gray) A.V.Bobrov & Melikyan[15]

- (Rubiaceae) Kadua degeneri (Fosberg) W.L.Wagner & Lorence[16]

- (Rutaceae) Melicope degeneri (B.C.Stone) T.G.Hartley & B.C.Stone[17]

- (Scrophulariaceae) Penstemon degeneri Crosswh.[18]

- (Theaceae) Eurya degeneri Kobuski[19]

- (Thelypteridaceae) Thelypteris degeneri (Copel.) C.F.Reed[20]

- (Thymelaeaceae) Wikstroemia degeneri Skottsb.[21]

- (Viscaceae) Korthalsella degeneri Danser[22]

- La abreviatura «O.Deg.» se emplea para indicar a Otto Degener como autoridad en la descripción y clasificación científica de los vegetales.[23]